# Mario Argandoña
Mario Luis Carlos Argandoña Galetti (Santiago, 23 de septiembre de 1950) es un cantante, baterista, percusionista, guitarrista, compositor, arreglista, productor y editor chileno radicado en Alemania. Alcanzó el éxito internacional a mediados de la década de 1980 con el tema «Brown Eyes».

## Carrera
Claramente influido por el éxito mundial de The Beatles, Mario Argandoña decidió dedicarse a la música a comienzos de la década de los setenta. Su primera incursión musical la tuvo siendo muy joven, cuando se integró a un grupo teatral que representaba la obra musical Jesucristo Superestrella en el Teatro Municipal de Santiago. En esa obra hacía el papel principal, la interpretación de Jesús.
Tras el golpe militar de Pinochet, en 1974 debió radicarse en Alemania. Allí formó su primera banda, a la que llamó Santiago, y en la que hacía de cantante y baterista. Su primer sencillo, «New Guitar», llegó a alcanzar el puesto número cuatro en los charts alemanes de RTL. En 1980 la banda ganó el Deutsche Schallplatten Preis, el Grammy de Alemania, con su álbum Walking the Voodoo Nights.
En 1981 grabó con el grupo Pedal Point el LP Dona Nobis Pacem y salió de gira con la banda holandesa Focus, integrada por Jan Akkerman y Thijs van Leer.
Durante gran parte de la década de los ochenta, también estuvo componiendo y realizando giras con el cantante español Miguel Ríos. Juntos grabaron ocho discos, entre los que se destaca Rock and Ríos, realizado en 1982.
Entre 1986 y 1987, grabó un álbum en solitario para el sello EMI del que rápidamente se destacó el sencillo «Brown Eyes», haciéndolo conocido internacionalmente. En esta época también compuso melodías para películas como Killing Cars y Zabou.
Entre sus temas más exitosos están también «Sudamérica» (1988) y «The Heat of the Night» (1987).
Entre 1987 y 1998, grabó y realizó giras en Estados Unidos con la banda inglesa Acoustic Alchemy, en la que ejecutaba voces y percusión. Con este grupo grabó ocho álbumes y logró una nominación al Grammy en 1997. Además compuso música para los programas en la televisión alemán Hit Parade y Kaum zu Glauben.
Tocó en Londres en el Royal Albert Hall con la banda Deep Purple como invitado especial en la grabación del DVD y CD en vivo del «Concerto for Group and Orchestra» con la London Symphony Orchestra. Toca en Lisboa el 2001 con la Banda Scorpions para la grabación del álbum Acoustica.
Produce y toca con Jon Lord, Frida, Sam Brown y Miller Anderson el CD y DVD Beyond the Notes (EMI).
En los últimos años ha realizado presentaciones con artistas como Scorpions, Jon Lord, Robert Plant, BAP y el austríaco Reinhard Fendrich.
En 2014 participó en el concierto/grabación (CD/DVD) «Celebrating Jon Lord», en el Royal Albert Hall (Londres), junto a Deep Purple, Bruce Dickinson, Paul Weller, Rick Wackeman, Wix Wickens y otros.
Desde 2005 hace trabajo pedagógico en eventos con hasta 4000 chicos a la vez, de 3 a 11 años, con tambores africanos.